# Château de Marracq
Pour les articles homonymes, voir Marracq.
Le château de Marracq est un château du XVIIIe siècle se situant sur la commune de Bayonne, dans le département français des Pyrénées-Atlantiques. 
Aujourd'hui à l'état de ruines, il fait l’objet d’un classement au titre des monuments historiques depuis le 27 septembre 1907.
Depuis 2012, les ruines sont en rénovation car il y avait un risque d'effondrement et une érosion accélérée du fait qu'il n'y ait plus de toit. Les murs ont été lessivés, les clés de voûte et les pierres réparées ou remplacées.
L'aménagement extérieur et la sécurisation sont en cours.

## Historique

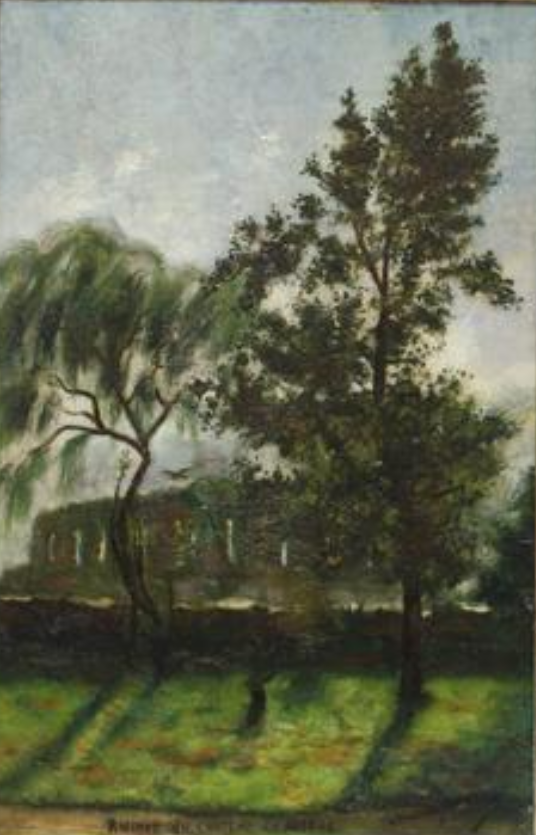
Ruines du château (début du XXe siècle), huile sur panneau de Louis Dupuis

Il a été construit au début du XVIIIe siècle par Marie-Anne de Neubourg, reine d'Espagne en exil, mais qu'elle n'a jamais réellement habité, préférant sa résidence de Saint-Michel. 
Napoléon Ier, après l'avoir acheté le 19 mai 1808 sur sa cassette personnelle des frères Aaron (1758-1827)  et Abraham (1773-1840) Marqfoy, y a séjourné et en a fait un de ses palais impériaux. Lors de son séjour à Bayonne, il avait refusé de s'installer au Château-Vieux, lui préférant cette demeure confortable.
C'est ici aussi qu'a été signé l'Abdication de Bayonne des Bourbons d'Espagne en avril 1808 en faveur de Napoléon Ier, qui installa son frère Joseph Bonaparte sur le trône.
À la Restauration, Marracq reste inoccupé. L'armée s'y installe en 1823, mais le château est dévasté par un incendie en 1825.
Aujourd'hui, c'est un monument classé, qui appartient à la ville de Bayonne. Au sud du château se trouve le collège Marracq.